# Ève de Chièvres
Ève de Chièvres, née au début du XIIe siècle et décédée vers 1180 à l'abbaye de Ghislenghien (Belgique), était la fille de Widon de Chièvres, fils de Wauthier qui porta le titre de pair de Hainaut en 1076.

## Biographie
Dans le livre La Chronique du bon messire Gilles de Chin il est expliqué qu'Ève était la nièce du Sire d'Antoing, fille de sa sœur. D'après les dates, elle fut donc la nièce d'Hugues d'Antoing qui avait épousé Flandrine de Namur. Sachant que dans la famille d'Espinoy et d'Antoing les filles portent le prénom de Pétronille, on déduit donc logiquement que la mère d'Ève était en réalité Pétronille d'Espinoy d'Antoing.
Ceci est confirmé à la fois par Les Annales du Hainaut où l'on voit la suite des comtes qui précise que les seigneurs de Chièvre viennent des deux frères d'Antoing. Mais surtout par le fait que dans l'abbaye de Ghislenghien se trouvent trois tombes dont les prénoms sont Ide, Pétronille et Ide.
En réalité Ide de Chièvres n'était pas la mère d'Ydamison mais sa grand-mère et son père était en réalité Widon de Chièvre et non Gui qui n'était que son grand-père et Wautier son arrière-grand-père.
Mais qui était réellement la grand-mère d'Ydamison de Chièvre ? Certains généalogistes et historiens veulent que ce soit Yde de Florines, d'autres Yde du Hainaut.
La première hypothèse pourrait être confirmée par le descendant d'Isaac de Baudour, le fameux Isaac de Berlaimont qui aurait tué Thierry d'Avesnes au prétexte qu'il aurait divorcé de sa cousine Ide d'Ath et de Roucy qui serait la cousine d'Ide de Florines.
Mais l'on peut penser, par la bannière que brandissait son époux, le fameux Gilles de Chin et les armoiries des seigneurs de Berlaimont ses descendants que ce pourrait être Ide de Coucy.
En effet cette Ide de Coucy aurait épousé un certain Guy dont on ne donne pas le nom et que certains disent être Gui de Thourotte. Mais, non seulement on ne trouve dans la généalogie des Thourottes aucun Guy avant le XIIe siècle, mais, les Thourottes portent le prénom de Gascé.
De plus on dit que ce fameux Guy serait mort en 1165 ce qui n'est donc pas possible puisque Yde de Coucy a vécu au XIe siècle et non au XIIe siècle.
De plus Gui de Chièvres eut pour sœur Adeline qui épousa Thierry d'Audenarde et qu'on a voulu être sa mère sinon que les dates ne correspondent pas, et qui se trouve souvent au château de Coucy, ce qui viendrait encore confirmer cette évidence.
Mais que ce soit Ide de Florines ou Ide de Coucy issues toutes deux de la même famille, cela fait d'Ydamison de Chièvre la descendante des comtes du Hainaut et des rois de France, ce qui atteste sa haute noblesse.
A Chierve avoit une pucèle
Domisons ot nom, moult fut belle
Ève eut trois maris.
Le premier, Gilles de Chin, est quasi légendaire : c'est lui qui fut vainqueur du célèbre dragon de Wasmes. Il mourut au siège de Roucourt en 1137.
Ève épousa alors son cousin Rasse V de Gavre qui est lui aussi un des petits-fils de Wauthier de Chièvres. Ils eurent trois enfants. Le fils de l'un d'eux, Rasse VII, fut un des signataires de la Charte-loi de 1194. Rasse V mourut aussi lors d'un siège de Roucourt en 1148.
En troisièmes noces, elle s'unit à Nicolas III de Florennes-Rumigny. Leur fils Nicolas IV est également signataire de la Charte-loi.
À la mort de Nicolas III de Rumigny (entre 1170 et 1175), Ève de Chièvres se retira à l'abbaye de Ghislenghien où elle mourut âgée de 65 ans.
L'abbaye de Ghislenghien, fondée en 1128 par sa tante Ide d'Ath, l'épouse de Gossuin II de Mons, eut à plusieurs reprises les faveurs d'Ève de Chièvres. Elle lui fit des donations à la mort de ses maris : une partie de Gibecq et une partie d'Erbisoeul furent ainsi cédées pour le repos de leurs âmes.
Ève ne se contenta pas de ces libéralités envers les moniales de Ghislenghien. À Chièvres même, elle fit construire une léproserie, la chapelle Saint-Jean et celle de Notre-Dame de la Fontaine.

## Les fondations d'Ève de Chièvres

### La léproserie ou ladrerie
La léproserie, dont la chapelle est encore visible aujourd'hui, fut probablement fondée par Ève de Chièvres après la mort de Nicolas III de Rumigny (c. 1170).

### La chapelle Saint-Jean

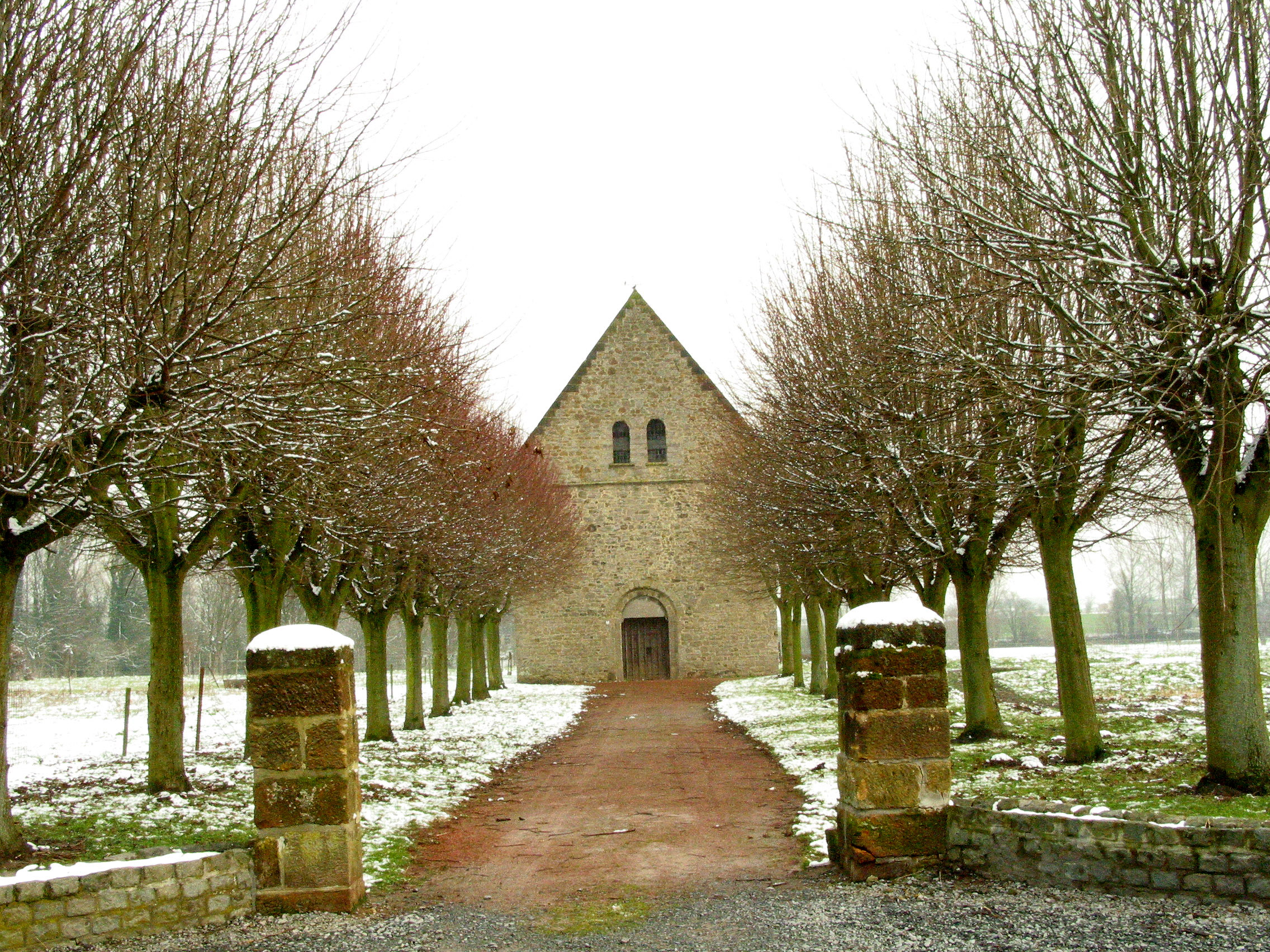
La chapelle Saint-Jean-Baptiste

### La chapelle Notre-Dame de la Fontaine
Non loin du château, au bord d'une fontaine entre l'église et le marché, un sureau abritait une statue de la Vierge à la réputation miraculeuse.
Ève de Chièvres fit placer la statue dans une chapelle qu'elle fit ériger à la même époque.
Un pèlerinage important existait au Moyen âge dont il reste de nos jours la procession, instituée par Ève elle-même.
La Vierge de Chièvres opérait des guérisons miraculeuses de goutte, surdité, cécité, ... La chapelle était également une chapelle de répit où l'on exposait les enfants mort-nés et donc non baptisés. Au premier signe de « vie » (sans doute provoqué par la corruption du corps), on s'empressait de baptiser l'enfant avant de l'inhumer.)
Reconstruite en 1315 puis en 1326, agrandie en 1632, la chapelle Notre-Dame-de-la-Fontaine fut démolie à la Révolution française. Le bâtiment actuel fut érigé à la fin du XIXe siècle à l'initiative de l'abbé Victor Duray.

### L'hôpital Saint-Nicolas
Cet hôpital a d'abord été dédié à Notre-Dame-de-la-Fontaine. On y nourrissait les veuves, les orphelins, les pauvres et les pèlerins. On y soignait les malades.
Pour couvrir les frais d'exploitation, l'hôpital avait ses ressources propres. L'administration était aux mains de religieux sous l'autorité de l'évêque de Cambrai.
L'hôpital était situé extra burgum antiquum, c'est-à-dire hors des remparts, le long de la route Ath-Mons, aux environs du château d'eau actuel.
Il apparaît sur le plan de Deventer (XVIe siècle).